# 787
Раннє Середньовіччя. У Східній Римській імперії триває правління Костянтина VI при регентстві Ірини Афінської. Карл Великий править Франкським королівством. Північ Італії належить Франкському королівству, Рим і Равенна під управлінням Папи Римського, герцогства на південь від Римської області незалежні, деякі області на півночі та на півдні належать Візантії. Піренейський півострів, окрім Королівства Астурія, займає Кордовський емірат. В Англії триває період гептархії. Центр Аварського каганату лежить у Паннонії. Існують слов'янські держави: Карантанія та Перше Болгарське царство.
Аббасидський халіфат очолює Гарун ар-Рашид. У Китаї править династія Тан. В Індії почалося піднесення імперії Пала. В Японії триває період Хей'ан. Хазарський каганат підпорядкував собі кочові народи на великій степовій території між Азовським морем та Аралом. Територію на північ від Китаю займає Уйгурський каганат.
На території лісостепової України в VIII столітті виділяють пеньківську й корчацьку археологічні культури. У VIII столітті продовжилося швидке розселення слов'ян. У Північному Причорномор'ї співіснують різні кочові племена, зокрема булгари, хозари, алани, авари, тюрки, кримські готи.

## Події
- Король франків і лангобардів Карл Великий взяв Капую і послав військо проти Арехіза Беневентського, який утік до Салерно. Арехіз змушений був скоритися й віддав Карлу в заручники свого сина Грімоальда.
- 23 жовтня у присутності візантійської імператриці Ірини і її сина і співправителя з 780 року Костянтина VI закінчився скликаний імператрицею VII Вселенський (Другий Нікейський собор), в якому брали участь два леґати папи Адріана I. Собор підтримав прихильників іконошанування. Собор відновив шанування ікон в тій формі, в якій вона збереглась і понині. Див. також: Іконоборство.
- Карл Великий не визнав усіх постанов Другого Нікейського собору й доручив Теодульфу Орлеанському написати трактат, в якому вказувалося, що іконоборство є помилкою, але нав'язування іконошанування теж.
- Тассілон III Баварський попросив у Папи Адріана посередництва між ним та Карлом Великим. Папа вказав йому, що давши обітницю вірності, не гоже відступатися. Карл Великий викликав його до себе, але він не підкорився, тоді Карл пішов на Баварію походом, що врешті-решт змусило герцога скоритися.